# La Fin de l'ataman
Pour plus de détails, voir Fiche technique et Distribution.
La Fin de l'ataman (en russe : Конец атамана, Konets atamana) est un film d'aventure soviétique de Chaken Aïmanov (ru), sorti en 1970. C'est le premier volet des aventures du tchékiste Kassymkhan Tchadiarov dont la suite Transsibérien sera réalisée par Eldor Ourazbaïev en 1977.

## Fiche technique
- Titre : La Fin de l'ataman
- Titre original : Konets atamana
- Réalisation : Chaken Kenjetaïevitch Aïmanov
- Scénario : Andreï Kontchalovski, Edouard Arkadievitch Tropinine[2], Andreï Tarkovski
- Photographie : Askhat Tazetdinovitch Achrapov (ru)
- Directeur artistique : Viktor Andreïevitch Lednev[3]
- Assistant réalisateur : Enouar Doulbaïev
- Montage : Roza Djangazina
- Son : Lina Dodonova
- Compositeur : Ierkegali Rakhmadievitch Rakhmadiev (ru)
- Musique : Orchestre symphonique d'Opéra Abaï
- Chef d'orchestre : Gaziz Niazovitch Dougachev (ru)
- Costumier : Valentine Sergueïevitch Pereliotov (ru)
- Producteur : Zet Bochaïev
- Studio : Kazakhfilm
- Pays d'origine : URSS
- Format : Couleurs - Mono - 35 mm
- Genre : film d'aventure
- Durée : 145 minutes
- Date de sortie : 1970
- Langue : russe

## Distribution
- Assanali Achimov : tchékiste Kassymkhan Tchadiarov
- Viktor Avdiouchko : Souvorov
- Guennadi Ioudine (ru) : Youkhan
- Youri Sarantsev : Nesterov
- Vladimir Goussev (ru) : Piotr Krivenko, traître
- Vladislav Strjeltchik : Alexandre Doutov
- Boris Ivanov (ru) : Iona
- Normoukhan Jantourine (ru) : Ablaïkhanov
- Nourjouman Ikhtymbaïev (ru) : Akim
- Elena Nemtchenko (ru) : Natalia Doutova
- Iouzef Mironenko : adjudant de Doutov
- Altynaï Eleouova[4] : Saltanat
- Zeïnoulla Setekov[5] : Oussen
- Nina Lee : Lee
- Kourvan Abdrassoulov (ru) : Akhmed